# Lâu đài Kost

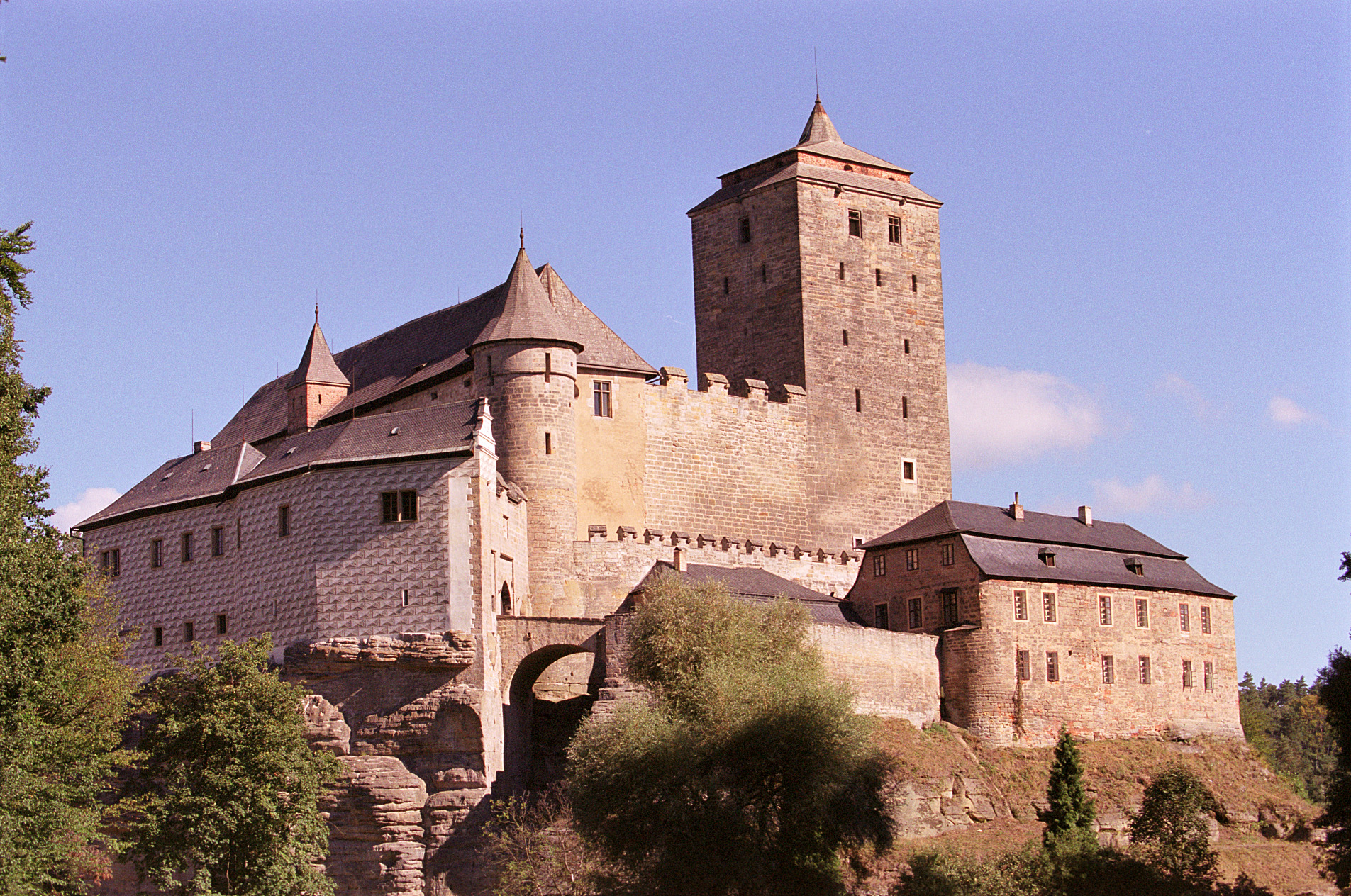
Lâu đài Kost

Lâu đài Kost nằm ở huyên Jičín của Cộng hòa Séc, Bắc Bohemia và thuộc sở hữu tư nhân của gia đình quý tộc Kinský dal Borgo.
Lịch sử lâu đài bắt đầu từ năm 1349 và gắn liền với tên tuổi Beneš von Wartenberg, lâu đài được xây dựng hoàn thành bởi con trai của ông Peter von Wartenberg. Vào khoảng năm 1414, gia đình của Zajíc von Hasenburg chuyển đến đây; sau đó là gia đình của Schellenberg (từ năm 1497 đến năm 1524), Lobkowicz (đến năm 1576) và những người khác; trong thời gian này, một số tòa nhà khác đã được xây dựng.